# Hermann von Reichenau
Hermann von Reichenau, también conocido como Hermann der Lahme, Hermannus Contractus o Herimannus Augiensis (18 de julio de 1013 – Reichenau, Alemania, 24 de septiembre de 1054), fue un compositor, teórico de la música, matemático, astrónomo, astrólogo, historiador, escritor y poeta medieval alemán. 
Tradicionalmente se le atribuye la composición de "Salve Regina", "Veni Sancte Spiritus" y "Alma Redemptoris Mater", aunque estas atribuciones son a veces cuestionadas. Su culto y beatificación fueron confirmados por la Iglesia católica en 1863.

## Nombres
El nombre de Hermann aparece en las fuentes, también en el alemán vernáculo, como Hermann der Lahme, así como en su variante en latín Hermannus Contractus, que se puede traducir como el contrahecho o el cojo debido tal vez a algún defecto en su fisonomía al ser tullido. En algunos manuscritos aparece como Herimannus Augiensis.

## Vida
Se desconoce el lugar de nacimiento. Su padre era el conde Wolfrat II de Altshausen-Veringen  (Wurtemberg). Desde su más tierna infancia era paralítico y según se describe en algunas de las cartas de la época, usó el resto de su vida una especie de silla de ruedas "medieval"; quizás venga de esta situación el apelativo o sobrenombre de Contractus. En 1020 fue trasladado a la isla de Reichenau, donde se encuentra uno de los monasterios benedictinos más famosos del lago de Constanza y permaneció allí el resto de su vida (30 años) ejerciendo brillantemente sus labores de enseñanza y estudio.
Fue ordenado monje benedictino y muy pronto destacó entre sus compañeros en poesía religiosa y composición musical, pasando a ser muy conocido no sólo en Alemania, sino en toda la Europa medieval. Fue considerado un gran sabio multidisciplinar en su época y por sus obras se sabe que era un gran conocedor del latín. Uno de sus primeros trabajos fue un "Chronicon", que fue desarrollando en forma de Annales desde la época de Jesús de Nazaret hasta la del primer emperador (kaiser) de Alemania. La obra siguió elaborándose hasta que murió en 1054, de lo que posteriormente se encargó su alumno Berthold von Reichenau a partir de 1080. Entre las crónicas se encuentra asimismo un "Martyrologium". También escribió obras de poesía y teoría musical.
Hermann desarrolló diversas investigaciones en el terreno de las ciencias y la matemática. Se dedicó a la (Astronomía, Geometría, Medicina, etc.). En astronomía fueron muy importantes las descripciones de astrolabios e hizo igualmente algunas aportaciones en gnomónica.
Fue elegido finalmente abad del Monasterio de Reichenau,. en el que permaneció inmovilizado la mayor parte de su vida.

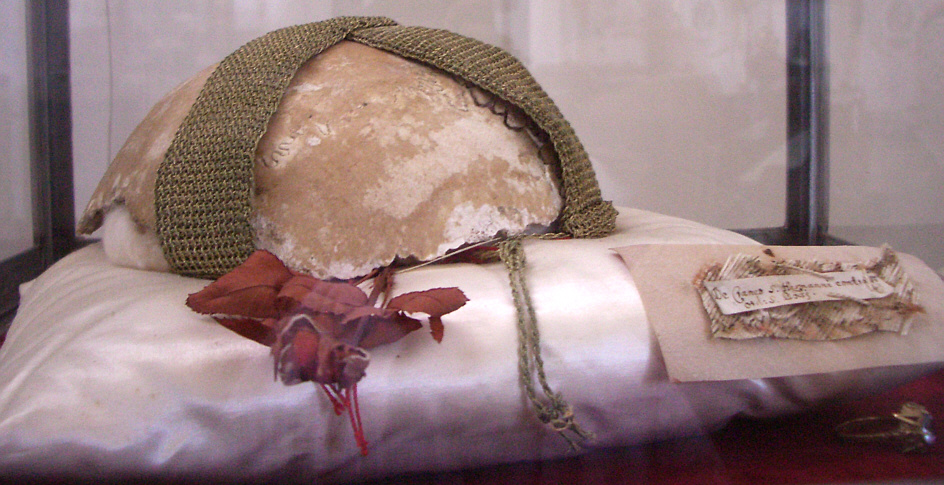
Reliquia de Hermann en la iglesia del convento de Altshausen.

## Obra

### Crónicas
- El Chronicon y otras diversas obras manuscritas pueden encontrarse compiladas por Johannes Sichard en: Chronica eruditissimorum auctorum, Basel 1529.

### Matemáticas y astronomía
- De mensura astrolabii, en: Bernhard Pez, compilado en Thesaurus anecdotorum, 6 Vol.,
- De utilitate astrolabii, en: Pez III/2, 107 ff.; in: MPL 143, 389-412;
- De mense lunari, editado por v. G. Meier
- Qualiter multiplicationes fiant in abaco, editado por v. Peter Treutlein, en: Bolletino di bibliografia e di storia delle scienze matematiche e fisiche 10, Turin 1877, 643-647;
- De conflictu rithmimachiae
- Carmen de octo vitiis principalibus, editado por Ernst Dümmler, en: ZDADL 13, 1867, 385-431

### Música
- De musica
- De monochordo
- Opuscula musica
- Hermanni Contracti Musica

## Legado e influencia
Tres de las cinco sinfonías que escribió la compositora rusa Galina Ustvólskaya están basadas en sus textos.
En la novela Cien años de soledad (1967), del escritor colombiano Gabriel García Márquez, es citado con la denominación "monje Hermann" y "Herman, el tullido". Al inicio de la novela se menciona que Melquíades hizo "una apretada síntesis" de los estudios del monje y los deja a disposición de José Arcadio Buendía para que fuera instruido en el uso de distintos artefactos, como el astrolabio, la brújula y el sextante.